# 월간! 스피리츠
《월간! 스피리츠》는 쇼가쿠칸이 발행하는 일본의 월간 청년 만화 잡지이다. 2009년 8월 27일에 시작했으며 〈빅 코믹 스피리츠〉의 자매잡지이다.

## 참조

### 주해
1. ↑  일본어: 月刊!スピリッツ, 영어: Monthly Big Comic Spirits